# Сверхскопление Часов
Сверхскопление Часов (SCl 117) (также известно как сверхскопление Часов-Сетки, состоящее из сверхскоплений SCl 48 и SCl 49) — массивное сверхскопление галактик в созвездии Часов и Эридан. Имеет длину около 550 миллионов световых лет и массу ~1017 M⊙, что соизмеримо с Ланиакеей, в которой находится Млечный Путь. Сверхскопление имеет угол обзора 12° × 12°.
Ближайшая часть сверхскопления находится на расстоянии 700 миллионов световых лет (z = 0,063) от Земли, а дальняя на расстоянии 1,2 миллиарда световых лет. В сверхскопление Часов входит около 5000 групп галактик (30 000 гигантских галактик и 300 000 карликовых галактик). Считается самым большим сверхскоплением в окрестностях одного миллиарда световых лет.

## Научное исследование
Первое наблюдение сверхскопления Часов зафиксировано в 1899 году, когда Эдуард Пикеринг сообщил, что один из его астрономов — Делиль Стюарт — в Гарвардской обсерватории заметил очень слабую «группу туманностей» в созвездии Часов.
В 1935 году Харлоу Шепли опубликовал каталог 7889 внешних галактик в созвездии Часов и прилегающих к нему районах. Он заметил некоторые богатые скопления галактик и писал, что «группы галактик в этом регионе концентрируются в обширное облако галактик».
В 1983 году Д. Люсе, Р. Диккенс, Р. Митчел, Дж. Доу опубликовали статью под названием «Сверхскопление галактик Часов-Сетки», в которой показали, что в исследуемой области существует два сверхскопления — небольшое на расстоянии 550 миллионов световых лет, и большее сверхскопление на расстоянии 800 миллионов световых лет. Позднее данные были уточнены.
В 1984 году группа учёных во главе с Г. Чинчарини также изучали это сверхскопление, но исследование касалось в большей степени только меньшего, ближайшего сверхскопления.
C 1984 года исследования сверхскопления практически не проводились.